# Фанна
Фанна (итал. Fanna, фриул. Fana) — коммуна в Италии, располагается в регионе Фриули-Венеция-Джулия, в провинции Порденоне.
Население составляет 1586 человек (2008 г.), плотность населения составляет 157 чел./км². Занимает площадь 10 км². Почтовый индекс — 33092. Телефонный код — 0427.
Покровителем коммуны почитается святитель Мартин Турский, празднование 11 ноября.

## Демография
Динамика населения:

## Администрация коммуны
- Официальный сайт: https://web.archive.org/web/20111117122600/http://www.comune.fanna.pn.it/